# 大提琴

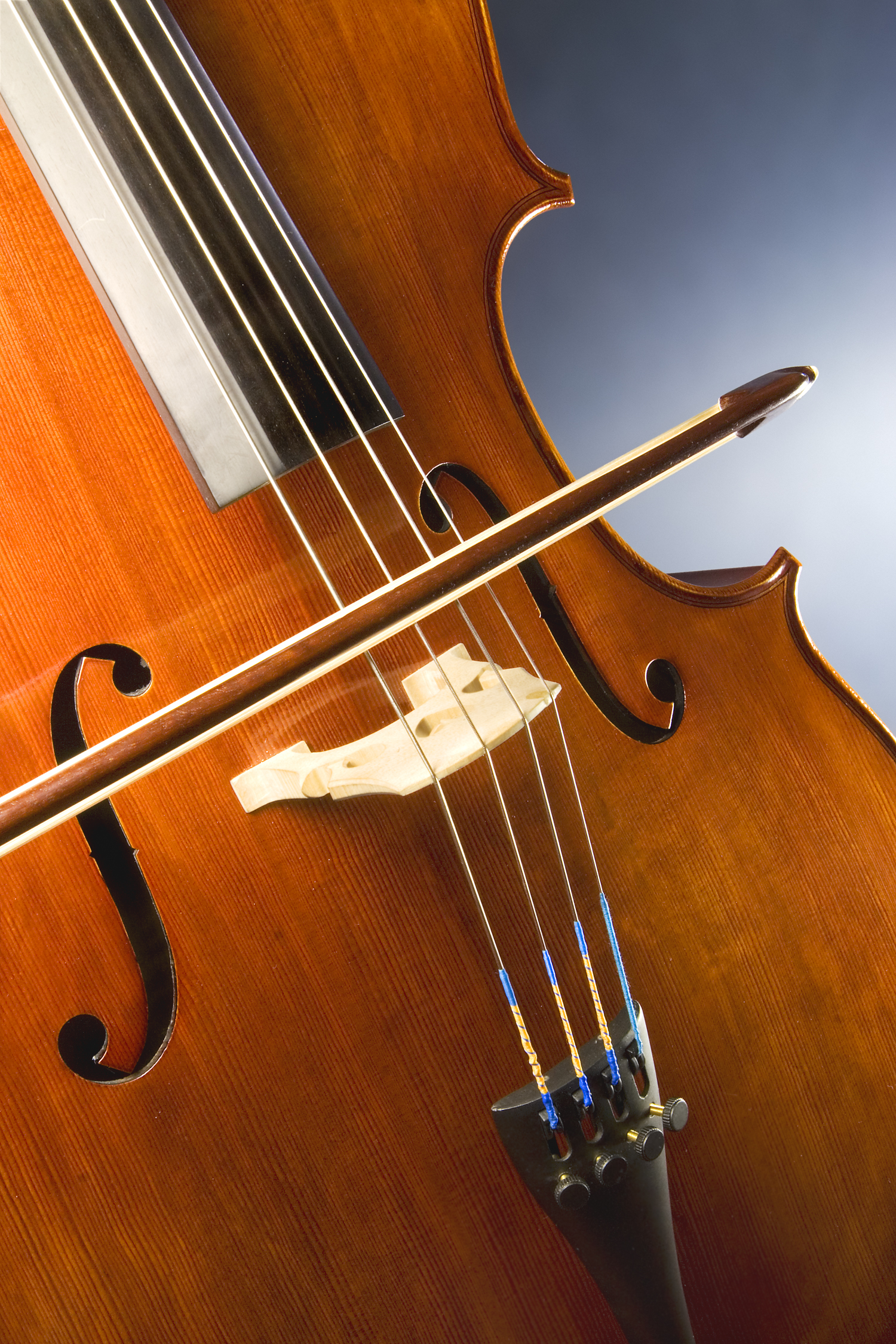
大提琴

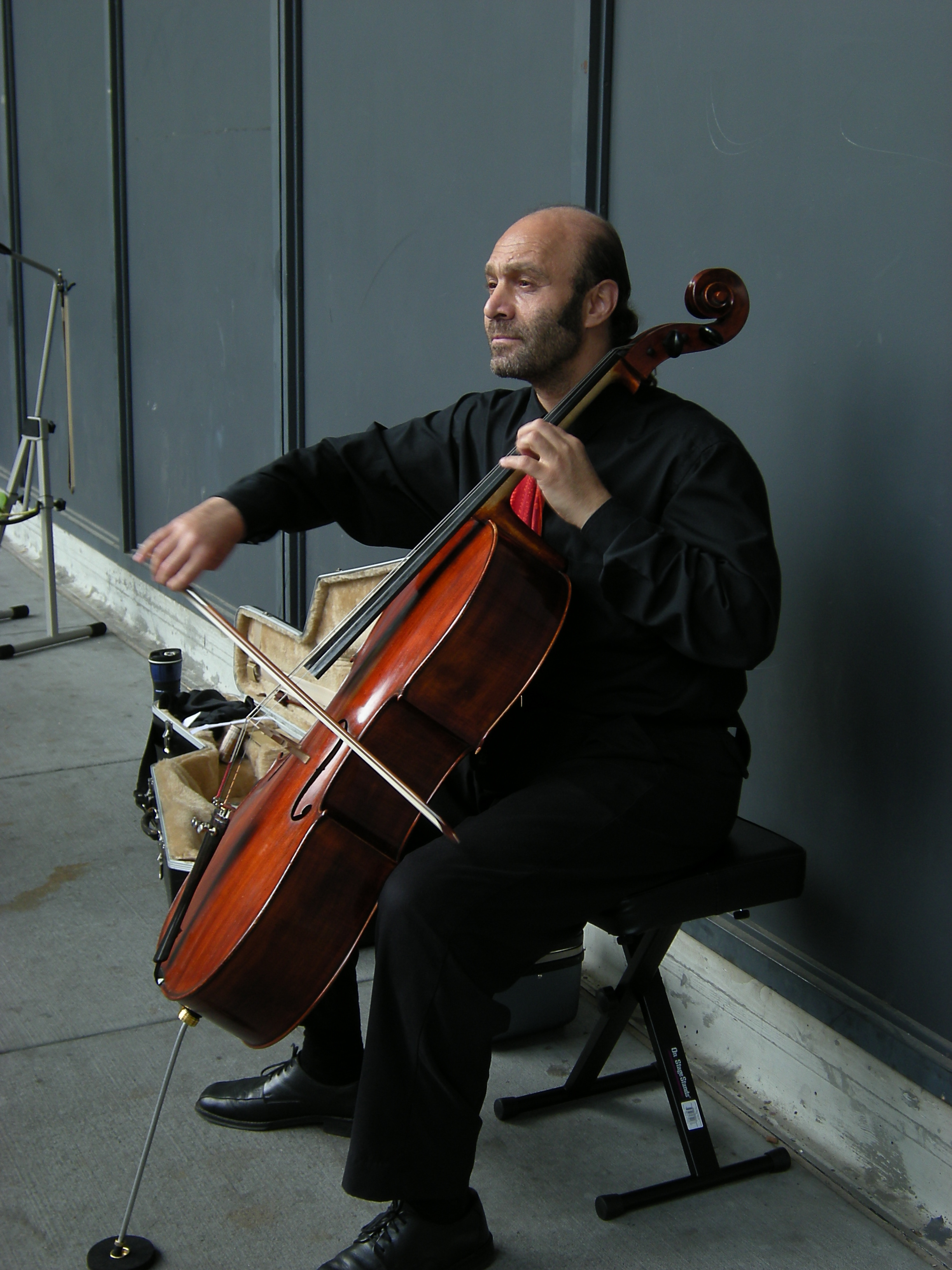
演奏中的大提琴家。

大提琴（義大利語：violoncello）是一種弓弦樂器，為提琴家族（包括小提琴、中提琴、大提琴）樂器之一，除可擔當獨奏外，在室內樂、弦樂團和管弦樂團中也負責低音弦樂的部份。
大提琴演奏者在巴洛克時期是坐著且兩腳夾著琴的兩邊演奏，後來改良增加琴腳支撐琴體。但仍有少部分國家的演奏家是夾琴呈幾乎水平的姿態演奏。其最常見的演奏方式是持弓擦過琴上的弦（拉弦），但有時也會撥弦或敲弦。
大提琴每條弦之間的音程相差完全五度。4根琴弦由高音至低音稱為1弦至4弦，音高分別為A3、D3、G2和C2。大提琴譜通常使用低音譜號記譜；而演奏較高音域時會使用次中音譜號或高音譜號。
大提琴有時候會在國樂團作為低音樂器以取代低胡，後有人發明琶琴、拉阮、革胡等低音乐器，但效果未如大提琴。

## 簡述

大提琴第一位指法

大提琴以完全五度定弦，從C2開始（中間C下雙八度），其次是G2、D3，最高弦是A3。這四條弦與中提琴的定弦相同，只是下降了八度。與小提琴、中提琴不同（但與低音提琴相似）的是，大提琴具有擱在地板上的支架[琴腳]，以支持樂器的重量。大提琴與歐洲古典音樂密不可分，並被描述為「最接近人聲的樂器」。大提琴是樂團弦樂部分的標準配備，也是弦樂四重奏的低音伴奏（儘管許多作曲家也讓它演奏主旋律）。現代,演奏者會為了仿止樂器移位,所以會使用止滑帶 。

## 歷史

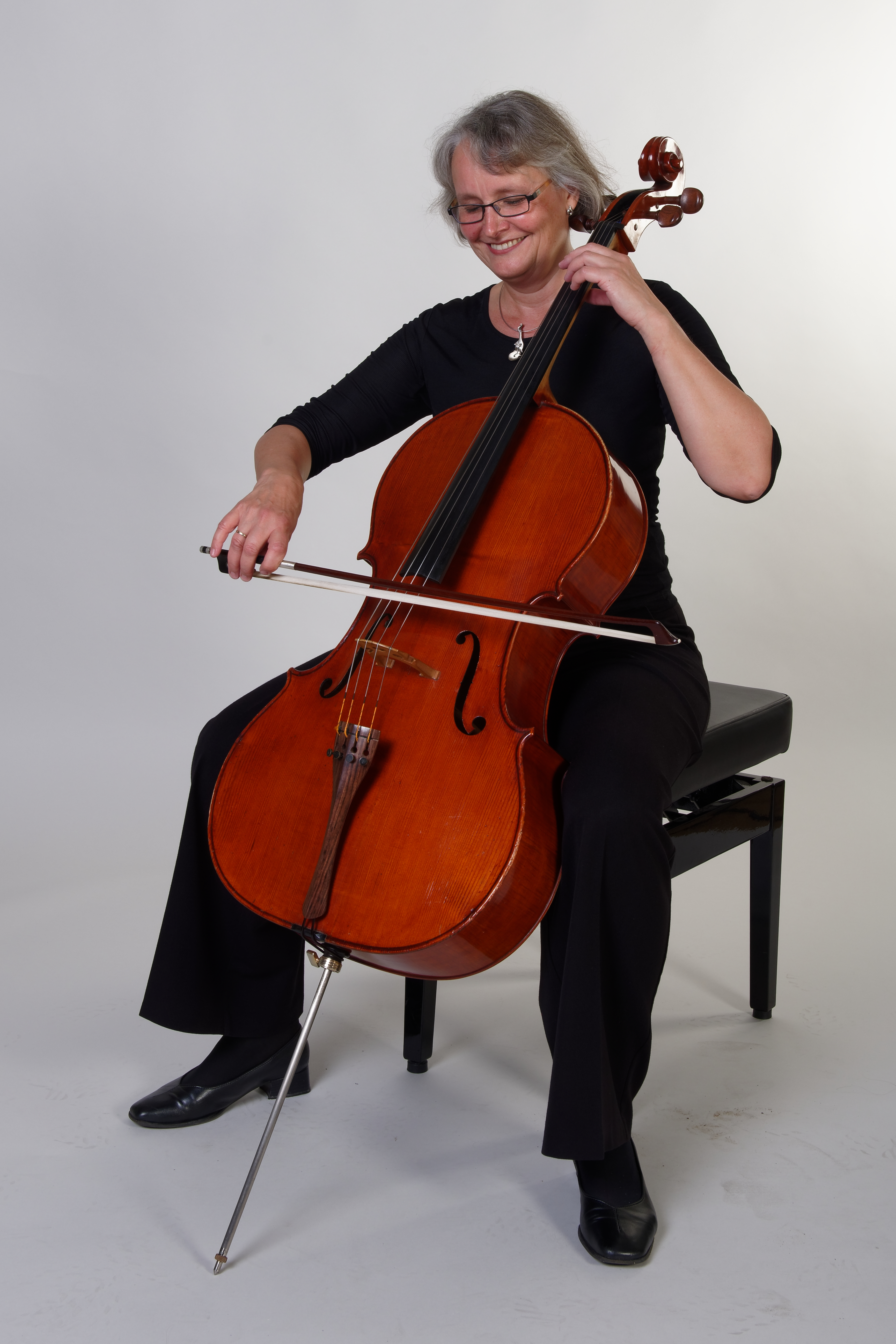
大提琴手

大提琴發源於十六世紀，由義大利人安德雷亚·阿马蒂製造出世界上第一把大提琴。初期大提琴的體積過於龐大，難以彈奏快速音群，因而不受歡迎；直到18世紀初，義大利製琴師史特拉底瓦里縮小並統一了大提琴的規格，改良演奏上的困難，因此而沿用至今。
隨著18、19世紀的不斷改良，19世紀到21世紀，大提琴已經可以獨奏，並有著許多出名的獨奏曲。

### 近代

#### 管弦樂團
大提琴是標準交響樂團編制的一部分，一個樂團通常有八至十二個大提琴演奏者。大提琴一般坐在舞台左前方（觀眾右側），與第一小提琴聲部相對。大提琴首席是此聲部的領導，負責確認演奏者的弓法及演奏，並通常擔當樂曲中獨奏的部分。首席總是坐在最靠近觀眾的位置。
大提琴是管弦樂的重要組成部分；所有交響作品幾乎都涉及大提琴，並有許多作品需要大提琴來獨奏。大部分時間，大提琴負責低音和聲伴奏，以豐富音樂效果。有時大提琴會演奏一小段主旋律，隨後恢復伴奏的身分。

#### 中樂團
由於國樂中低音樂器甚是缺乏，國樂團遂引進大提琴作為低音弦樂聲部來取代低胡。後有人發明拉阮、革胡等低音樂器，但效果未如大提琴。

#### 大提琴重奏團
除了在大型合奏當中擔任低音之外，大提琴由於自身音域的寬廣，在旋律性和歌唱性方面也有很好的表現，純以大提琴為主的重奏及室内乐作品開始受到歡迎。這個類型的原創作品例如有尤利乌斯·克伦格尔為12把大提琴所作的《聖歌》（作品57），另外將著名的作品改編為大提琴重奏形式者也不在少數。近期代表性的大提琴重奏團，則有柏林愛樂樂團的次級團體「12把大提琴」（Die 12 Cellisten）等。

## 著名曲目
歷代作曲家們為大提琴寫了大量的協奏曲和奏鳴曲，最早的重要作品可回溯至巴洛克時期，由约翰·巴赫所著的無伴奏大提琴组曲，此外韋瓦第的協奏、吉米尼亞尼的奏鳴曲亦時常被提及。又，做為數字低音一途使用時，則有卡契尼、史特羅齊與賈給等人的作品可為代表。最後，在演奏教程方面，弗朗西斯柯·苏普里亚尼（Francesco Supriani）所著之《演奏大提琴之原則：12首觸技曲》（Principij da imparare a suonare il violoncello e con 12 Toccate a solo）則是最早的例子之一。
在接下來的古典樂派時期，以约瑟夫·海顿的兩首協奏曲（C大調、D大調）為代表，路德维希·范·贝多芬所作的5首大提琴與古鋼琴的奏鳴曲亦是一枝獨秀。貝多芬的奏鳴曲跨越了其作曲生涯中的3個重要時期，足可一窺他的創作軌跡，以及其寫作手法的轉變。其次，埃马努埃尔·巴赫以及博凯里尼的協奏曲作品也值得注意。
進入浪漫樂派時期，包括舒曼、德沃夏克、聖桑等人的大型協奏曲作品，以及布拉姆斯的兩首奏鳴曲以及雙重協奏曲等等，共同構成了大提琴文獻中至為精彩的一頁。
二十世紀初的代表作品則有爱德华·埃尔加的協奏曲、阿希爾-克勞德·德布西的奏鳴曲、埃塞尔·史密斯的奏鳴曲，以及柯达伊·佐尔丹和保羅·欣德米特的無伴奏奏鳴曲等等。隨著主流的審美觀漸漸推移至現代主義，著眼於大提琴豐富的可應用性，加之現代音樂獨奏者（如謝格孚黎德·波姆、罗斯特罗波维奇等人）陸續地委託、鼓舞作曲家進行創作，20世紀中、後期的作曲家尤其致力於大提琴作品的寫作，普羅高菲夫、肖斯塔科维奇、布里顿、利盖蒂、卢托斯瓦夫斯基和杜替耶等人皆屬此列。
在當代流行音樂方面，大提琴自七〇年代起便被使用在迪斯可舞曲當中。現今，在搖滾樂、嘻哈和R&B的演出現場，也可以看到大提琴演奏者的身影。

## 著名演奏家
引述自英國「古典音樂電台」（Classic FM）報導〈16位音樂史上的著名大提琴家〉：博凯里尼、塞爾韋、卡萨尔斯、富尼耶、顧特曼、伊瑟利斯、J.L.韦伯、馬友友、麦斯基、波佩尔、杜·普蕾、罗斯特罗波维奇、H.席夫、史塔克、托特里耶，以及新生代的艾莉莎‧魏勒絲坦。
其他受到樂界一致肯定的著名大提琴家還有：費爾曼、夏弗朗、畢爾斯瑪、皮亚季戈尔斯基、达维多夫、哈瑞爾、堤剛、鄭明和、王健、李孟坡、楊文信、G.卡普頌等人。

## 外部連結
- The Internet Cello Society（页面存档备份，存于）:  an online community of cellists; includes several forums.
- cellist.nl （页面存档备份，存于）: An international register of professional cellists, teachers, and students.